# Lago Pepin

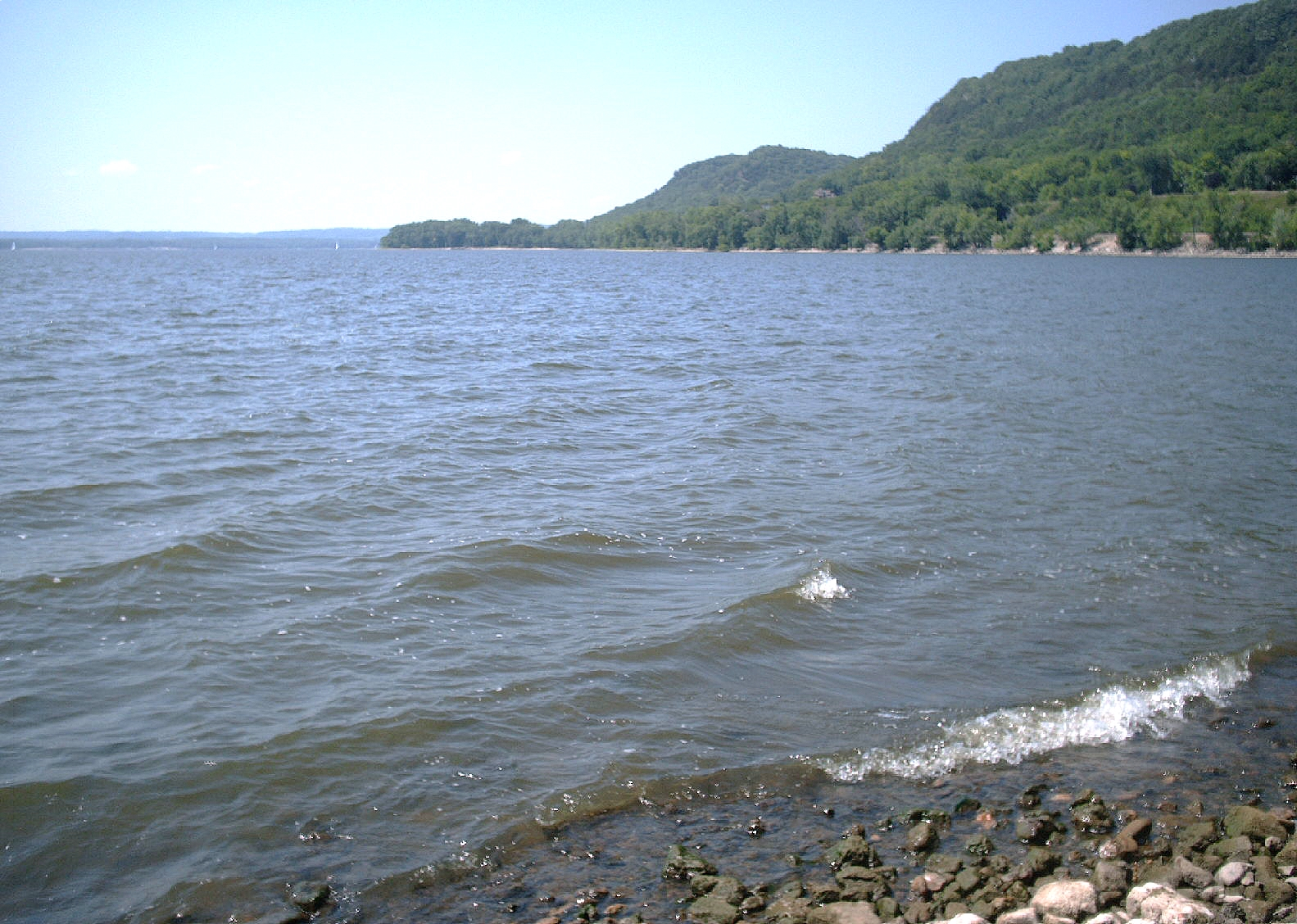
El lago Pepin desde el lado de Wisconsin.

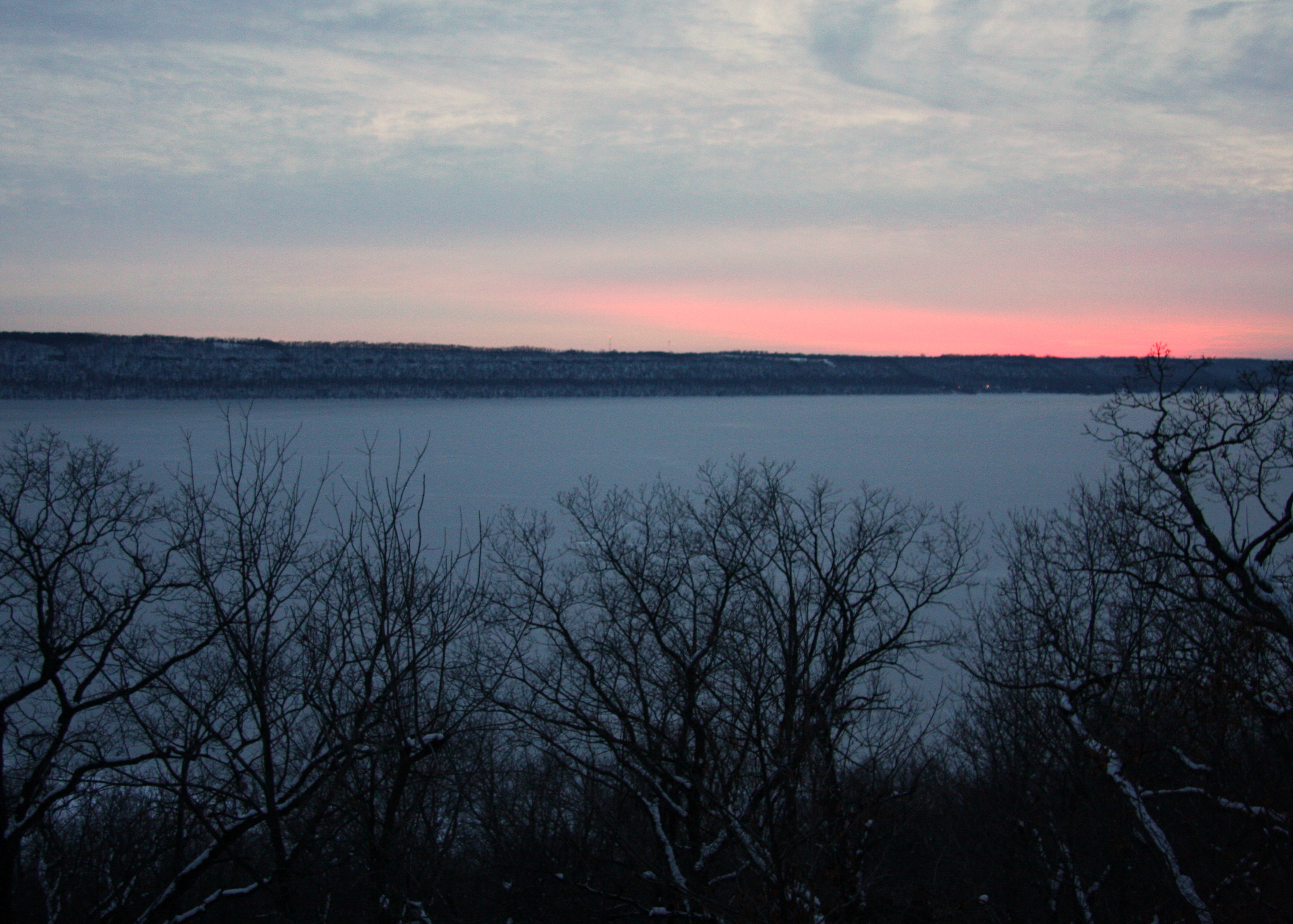
El lago Pepin cubierto de hielo al atardecer en diciembre

El lago Pepin (del inglés: Lake Pepin) es un lago de origen natural que aparece como un ensanchamiento del río Misisipí, la parte más ancha de origen natural del río, que forma la frontera entre Minesota y Wisconsin y se encuentra aproximadamente a 96 km río abajo desde Saint Paul, Minesota. La formación del lago fue causada por la acumulación de agua detrás de los depósitos sedimentarios del delta del río Chippewa. Tiene una superficie de cerca de 100 km² y una profundidad media de 6,4 m, lo que lo hace el lago más grande en todo el río Misisipí.
La amplia zona del lago se extiende desde Bay City, Wisconsin, en el norte, aguas abajo hasta más allá Pepin, Wisconsin, y Reeds Landing, Minnesota, en el sur, con Pepin justo aguas arriba de donde el río Chippewa desagua en el Misisipí. Los localidades de Maiden Rock y Stockholm están en el lado de Wisconsin, mientras que el parque estatal Frontenac ocupa una gran parte del lado de Minnesota. La ciudad más grande de la línea de costa es Lake City, Minnesota.
Hay tres puertos deportivos en el lago: la Lake City Marina, y el Hansen's Harbor, ambos en Lake City, y Dan's Pepin Marina en Pepin, Wisconsin.  También hay un muelle privado para los clientes del restaurante Pickle Factory en Pepin. En el invierno, hay carreteras de hielo que cruzan el lago.
Maiden Rock, sobre el lago Pepin, es un sitio donde se dice que una mujer dakota, la princesa Winona saltó para matarse.

## Historia
El lago fue nombrado por primera vez en un mapa de la Nueva Francia hecho en 1703 por Guillaume Delisle a petición de Luis XIV de Francia. El lago fue nombrado en memoria de Jean Pepin que se asentó en sus orillas a finales de 1600 después de explorar los Grandes Lagos desde Boucherville.
Nicolas Perrot erigió el primero de una serie de puestos comerciales de pieles, Fort Saint Antoine, en 1686. En 1727, René Boucher de La Perrière y Michel Guignas construyeron Fort Beauharnois  en el lago.  En 1730 tuvo que ser reconstruido en un terreno más alto. Boucher fue un jefe militar y el padre Guignas fue un misionero entre los sioux.
En 1890 el lago fue el escenario de uno de los peores desastres marítimos en el Misisipí, conocido como el desastre del Sea Wing cuando el ferry Sea Wing naufragó en una tormenta, muriendo 98 personas.
En 1922, un natural de Lake City  Ralph Samuelson inventó el deporte del esquí acuático en este lago. Desde esa fecha, Lake City ha sido conocida como «la cuna del esquí acuático» ( "the birthplace of waterskiing"). La ciudad celebra un festival llamado Waterski Days cada año el último fin de semana de junio.
El faro en la entrada a la Lake City Marina es el único faro operando en todo el río Misisipí.

## Ecología
La flora natural del lago Pepin se ve amenazada por el aumento de las tasas de sedimentación desde fuentes aguas arriba, lo que lleva a la «The Lake Pepin Legacy Alliance» a llamar al fenómeno un «desierto húmedo». El lago se está llenando a una velocidad diez veces mayor que antes de la colonización, en gran parte debido al aumento de la escorrentía de las granjas a lo largo del río Minnesota.

## Cultura popular
El lago Pepin es el lago que Laura y su familia visitan en el capítulo 'Going to Town' de Little House in the Big Woods, el primer libro de la serie de Laura Ingalls Wilder de Little House.  La familia de Laura y su carromato cruzan luego el congelado lago Pepin en el capítulo 'Going West,' el primer capítulo del segundo libro, Little House on the Prairie [La casa de la pradera].
Al igual que con muchos otros lagos, este lago es también el sitio de supuestos avistamientos de un monstruo similar al que dice que vive en el lago Ness.